# .tel
.tel este un domeniu de internet de nivel superior, pentru servicii ce implică conexiuni între rețele telefonice și Internet (GTLD).